# Coppa del mondo di ciclismo su pista 2013-2014
La coppa del mondo di ciclismo su pista 2013-2014 (ufficialmente 2013-2014 UCI Track Cycling World Cup), ventiduesima edizione della competizione, si svolge in tre prove tra il 1º novembre 2013 e il 19 gennaio 2014, nelle città di Manchester, Aguascalientes e Guadalajara.
In ognuno dei tre eventi si svolgono competizioni, sia maschili che femminili, nelle cinque specialità inserite nel quadro dei Giochi olimpici 2012.
- Tre specialità individuali: velocità, keirin e omnium (che comprende giro lanciato, corsa a punti, corsa a eliminazione, inseguimento individuale, scratch e cronometro di 500 metri per le donne e di un chilometro per gli uomini).
- Due specialità a squadre: la velocità a squadre e l'inseguimento a squadre.

Gli organizzatori dei tre eventi possono comunque aggiungere competizioni supplementari, consentendo agli atleti di gareggiare in specialità non olimpiche – ma pur sempre presenti nel programma dei campionati del mondo – quali l'inseguimento individuale, la cronometro, lo scratch, la corsa a punti e l'americana.

## Risultati

### Keirin
| Data              | Luogo             | Vincitore        | Vincitrice     |
| ----------------- | ----------------- | ---------------- | -------------- |
| 1º-3 novembre     | Manchester        | François Pervis  | Kristina Vogel |
| 6-7 dicembre      | Aguascalientes    | Matthew Crampton | Kristina Vogel |
| 18-19 gennaio     | Guadalajara       | Matthijs Büchli  | Lee Wai Sze    |
| Classifica finale | Classifica finale | Matthijs Büchli  | Lee Wai Sze    |

### Cronometro
| Data              | Luogo             | Vincitore        | Vincitrice         |
| ----------------- | ----------------- | ---------------- | ------------------ |
|                   | Manchester        | non disputata    | non disputata      |
| 6-7 dicembre      | Aguascalientes    | François Pervis  | Anna Meares        |
| 18 gennaio        | Guadalajara       | Scott Sunderland | Anastasija Vojnova |
| Classifica finale | Classifica finale | Krzysztof Maksel | Miriam Welte       |

### Velocità
| Data              | Luogo             | Vincitore         | Vincitrice     |
| ----------------- | ----------------- | ----------------- | -------------- |
| 2 novembre        | Manchester        | Robert Förstemann | Kristina Vogel |
| 6-7 dicembre      | Aguascalientes    | Matthew Glaetzer  | Kristina Vogel |
| 18-19 gennaio     | Guadalajara       | Hugo Haak         | Lin Junhong    |
| Classifica finale | Classifica finale | Edward Dawkins    | Lee Wai Sze    |

### Velocità a squadre
| Data              | Luogo             | Vincitori                                                       | Vincitrici                                         |
| ----------------- | ----------------- | --------------------------------------------------------------- | -------------------------------------------------- |
| 1º novembre       | Manchester        | Germania René Enders, Robert Förstemann, Max Niederlag          | Germania Miriam Welte, Kristina Vogel              |
| 5 dicembre        | Aguascalientes    | Germania René Enders, Robert Förstemann, Joachim Eilers         | Germania Miriam Welte, Kristina Vogel              |
| 17 gennaio        | Guadalajara       | Paesi Bassi Matthijs Büchli, Hugo Haak, Nils van 't Hoenderdaal | MAX Success Pro Cycling Lin Junhong, Zhong Tianshi |
| Classifica finale | Classifica finale | Germania                                                        | Gran Bretagna                                      |

### Inseguimento individuale
| Data              | Luogo             | Vincitore        | Vincitrice     |
| ----------------- | ----------------- | ---------------- | -------------- |
| 1º-3 novembre     | Manchester        | Marco Coledan    | Joanna Rowsell |
| 6 dicembre        | Aguascalientes    | non disputato    | Rebecca Wiasak |
| 18 gennaio        | Guadalajara       | Jenning Huizenga | non disputato  |
| Classifica finale | Classifica finale | Jenning Huizenga | Rebecca Wiasak |

### Inseguimento a squadre
| Data              | Luogo             | Vincitori                                                                                     | Vincitrici                                                                 |
| ----------------- | ----------------- | --------------------------------------------------------------------------------------------- | -------------------------------------------------------------------------- |
| 1º novembre       | Manchester        | Gran Bretagna Ed Clancy, Steven Burke, Andrew Tennant, Owain Doull                            | Gran Bretagna Laura Trott, Elinor Barker, Joanna Rowsell, Danielle King    |
| 5 dicembre        | Aguascalientes    | Australia Luke Davison, Alexander Edmondson, Alexander Morgan, Mitchell Mulhern, Glenn O'Shea | Gran Bretagna Kate Archibald, Elinor Barker, Joanna Rowsell, Danielle King |
| 17 gennaio        | Guadalajara       | Australia Joshua Harrison, Tirian McManus, Callum Scotson, Scott Sunderland                   | Canada Allison Beveridge, Laura Brown, Jasmin Glaesser, Stephanie Roorda   |
| Classifica finale | Classifica finale | Australia                                                                                     | Canada                                                                     |

### Corsa a punti
| Data              | Luogo             | Vincitore        | Vincitrice     |
| ----------------- | ----------------- | ---------------- | -------------- |
| 1º-3 novembre     | Manchester        | Martyn Irvine    | Laura Brown    |
| 5 dicembre        | Aguascalientes    | non disputata    | Stephanie Pohl |
| 17 gennaio        | Guadalajara       | Kirill Svešnikov | non disputata  |
| Classifica finale | Classifica finale | Roman Lucyšyn    | Stephanie Pohl |

### Scratch
| Data              | Luogo             | Vincitore      | Vincitrice         |
| ----------------- | ----------------- | -------------- | ------------------ |
| 2 novembre        | Manchester        | Andreas Müller | Małgorzata Wojtyra |
| 6 dicembre        | Aguascalientes    | Owain Doull    | non disputato      |
| 17 gennaio        | Guadalajara       | non disputato  | Diao Xiao Juan     |
| Classifica finale | Classifica finale | Andreas Müller | Leire Olaberria    |

### Americana
| Data              | Luogo             | Vincitori                                   |
| ----------------- | ----------------- | ------------------------------------------- |
|                   | Manchester        | non disputata                               |
| 7 dicembre        | Aguascalientes    | Spagna David Muntaner e Albert Torres       |
| 19 gennaio        | Guadalajara       | Nuova Zelanda Patrick Bevin e Thomas Scully |
| Classifica finale | Classifica finale | Belgio                                      |

### Omnium
| Data              | Luogo             | Vincitore       | Vincitrice          |
| ----------------- | ----------------- | --------------- | ------------------- |
| 1º-2 novembre     | Manchester        | Jasper De Buyst | Laura Trott         |
| 5-7 dicembre      | Aguascalientes    | Luke Davison    | Sarah Hammer        |
| 19 gennaio        | Guadalajara       | Tirian McManus  | Katarzyna Pawłowska |
| Classifica finale | Classifica finale | Jasper De Buyst | Laurie Berthon      |